# Symptotermální metoda
Sensiplan je označení jedné z variant symptotermální metody přirozeného plánování rodičovství. Termín se poprvé objevuje v literatuře v roce 2011. V České republice popis této metody (s určitými úpravami) je prezentováno v publikacích Ludmily Lázničkové a Květoslava Šipra a Heleny Šiprové.